# Refineria de la Corunya
La refineria de la Corunya és una empresa gallega de refinació de petroli, inaugurada a la Corunya l'11 de setembre de 1964. La planta està situada entre les localitats corunyeses de Bens, Nostián i Meicende, i la seva superfície ocupa terrenys als municipis d'Arteixo i la Corunya. Actualment és propietat de Repsol, amb seu a Madrid. Té una capacitat de refinació de 120.000 barrils /dia i una superfície d'unes 150 ha.

## Història
El 1961 el Ministeri d'Indústria franquista va autoritzar la Marathon Oil Company (antiga The Ohio Oil Company) i la Compañía Ibérica de Petróleos, SA (PETROLIBER) a construir una refineria de petroli al nord d'Espanya. L'any 1962 es va decidir construir-la a la Corunya. La normativa de 1964 suggeria una distància mínima de 2.000 metres fins al nucli de població més proper. Aquell terreny buit que separava la refineria de la ciutat de la Corunya seria la futura finca de Grela. En successives ampliacions, la refineria va arribar al municipi d'Arteixo.
Travessant la ciutat des del port fins a la refineria hi ha 14 canonades amb un diàmetre de 15 cm fins a 60 cm. Una canonada de 6,5 km que travessa tota la ciutat per portar el petroli del port a la refineria i els productes refinats de la refineria al port.
Repsol té la concessió de la terminal petroliera del port de la Corunya fins al 2027 i la data del seu trasllat a Punta Langosteira (Arteixo) encara està per fixar.
El 12 de maig de 1976, l'Urquiola va encallar a l'agulla del baixo das Xacentes, i es va partir en dos. El 3 de desembre de 1992, el vaixell Aegean Sea va encallar i va cremar a prop de la Torre d'Hèrcules.
L'any 2011 el Tribunal Superior de Justícia de Galícia va donar la raó al consistori d'Arteixo en el repartiment de l'impost sobre activitats econòmiques que paga Repsol. La Corunya es queda amb el 74,6% i Arteixo amb el 25,4% de l'impost sobre activitats econòmiques.
És la primera refineria del món que obté la certificació energètica ISO 50001.
El 10 d'octubre de 2012 es va produir un incendi a la refineria sense danys personals. L'any 2018 va obtenir la certificació ISO 45001 per part d'AENOR.